# Augusto Alcorcel
Augusto Alcorcel (nacido en Santa Fe Capital, Provincia de Santa Fe el 14 de Agosto de 2000) es un futbolista argentino. Inició su carrera deportiva en el Club Atlético Platense, desempeñándose en el puesto de guardameta. Actualmente juega en el Defensores de Villa Ramallo, que milita en el Federal A.

## Carrera
Se desempeña como arquero y se inició en Club Atlético Platense; desde la novena división en el año 2013, pasó por todas las divisiones del Calamar. Salio campeón en las divisiones 6ta (año 2017) y 5ta (año 2018).

Augusto Alcorcel ha sido un jugador destacado en la Reserva de Platense desde 2018, donde ha tenido actuaciones notables, jugo 71 partidos, salio 5to puesto del torneo Proyección 2021 como arquero titular recibió 83 goles, dejo 23 veces su arco en cero y atajo 5 penales en su último torneo de reserva.
En junio de 2021 Alcorcel firmo su primer contrato en Primera División.
Fue parte del plantel profesional de Platense desde julio de 2020, cuando fue promovido por Juan Manuel Llop. Disputó varios amistosos con Primera en 5 pretemporadas.
Fue tercer arquero del plantel en enero de 2021 cuando Platense logró el ascenso a la Primera División de Argentina.
En 2022 fue 8 veces al banco de suplentes de Platense en Liga Profesional y Copa Argentina.
En diciembre del año 2023 se le termina el contrato con Platense y  en enero de 2024 firma con Club Atlético Colegiales (Munro), siendo parte del equipo de primera en la B Metro nuevamente como suplente, donde fue convocado todo el año.
El 16 de noviembre de 2024 se consagra Campeón siendo el arquero suplente de Club Atlético Colegiales (Munro), ascendiendo a la Primera Nacional.

## Clubes
| Club                   | País      | Año       |
| ---------------------- | --------- | --------- |
| Club Atlético Platense | Argentina | 2013-2023 |
| Colegiales             | Argentina | 2024-2025 |

## Palmarés

### Torneos Nacionales
| Título                     | Club       | País      | Año  |
| -------------------------- | ---------- | --------- | ---- |
| Ascenso a Primera División | Platense   | Argentina | 2021 |
| Clausura                   | Colegiales | Argentina | 2024 |
| Ascenso a Primera Nacional | Colegiales | Argentina | 2024 |